# Hyalinometra lemairei
Hyalinometra lemairei là một loài bướm đêm trong họ Geometridae.